# Cetatea Oradea
Cetatea Oradea reprezintă un monument arhitectonic din România, una dintre puținele cetăți utilizate și în prezent. Se spune despre cetate că nu putea fi cucerită din cauza vastelor rețele subterane de legături cu exteriorul. Șanțul cu apă al cetății era umplut în caz de asediu cu apă termală (prin aducțiuni) din râul Peța. 

## Cronologia cetății

### Secolele XI-XIII
- Secolul XI: Regele Ladislau I (1077-1095) a zidit o mănăstire fortificată, cu hramul Sfintei Fecioare Maria. Ulterior, întemeiază în cetate episcopia romano-catolică de Oradea, biserica mănăstirii fiind folosită drept catedrală.

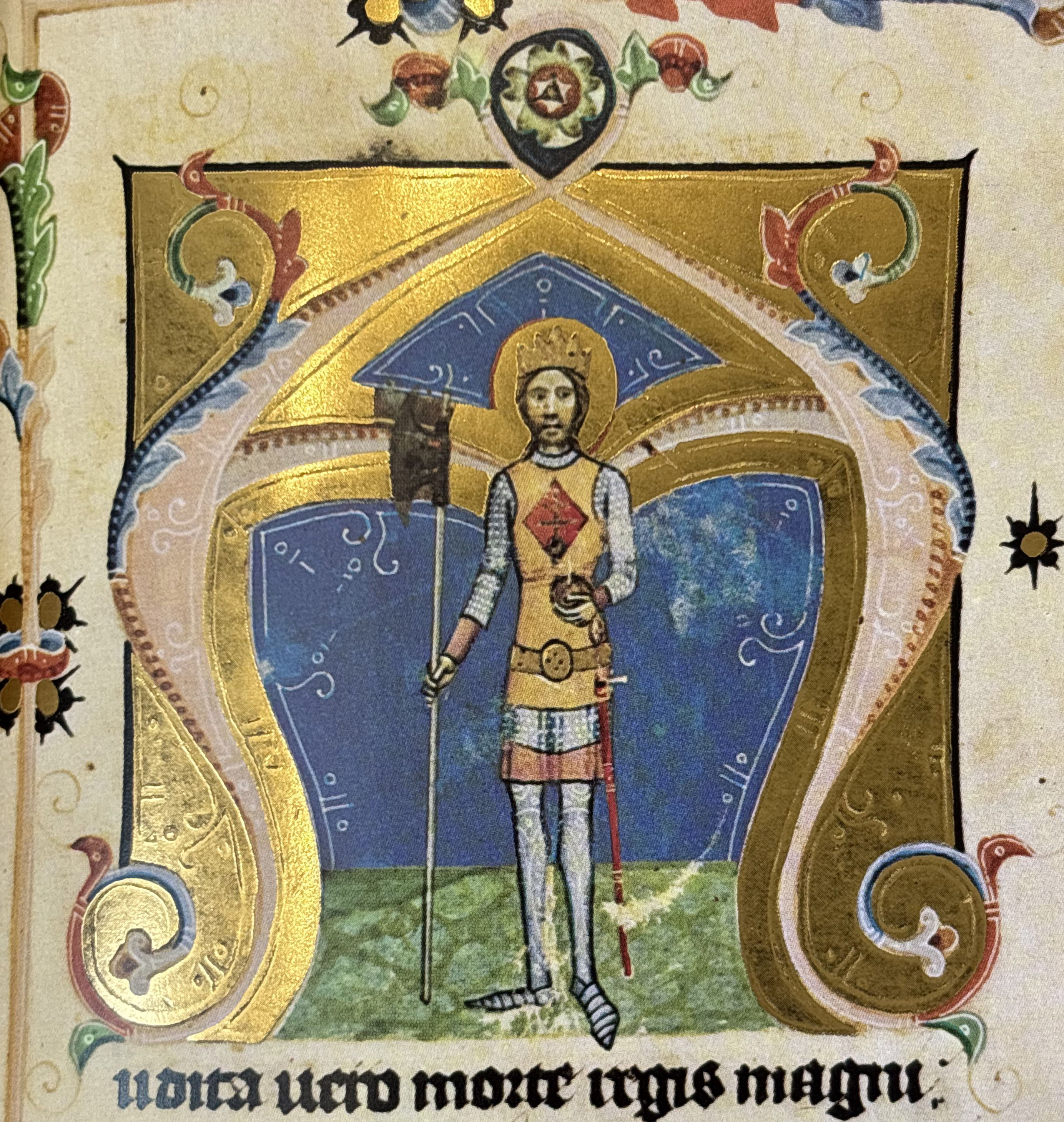
Miniatură a Regelui-Sfânt din Chronicum Pictum, 1360

- 27 iunie 1192: Papa Celestinus III a emis un act prin care are loc sanctificarea regelui Ladislau I, fondatorul cetății orădene, locul unde este înmormântat, transformată, prin acest eveniment, în loc de pelerinaj al cărui prestigiu va spori constant.
- Secolele XI-XIII: Cetatea era o fortificație (castrum), cu val de pământ și palisadă, ziduri de piatră pe anumite porțiuni și turnuri din lemn la poartă și la colțurile incintei.
- Anul 1241: Magistrul Rogerius descrie în poemul „Carmen miserabile” cucerirea și incendierea Cetății Oradea în timpul invaziei mongole.
- Februarie 1245: În urma Conciliului de la Lyon, unde s-au pus bazele unei politici coerente a statelor catolice în fața amenințării mongole, grație facilităților acordate, debutează și la Oradea un amplu proces de reconstrucție.
- Circa 1290: Voievodul Roland Borșa intră în conflict cu puterea regală, căreia episcopii orădeni i-au rămas fideli. Drept represalii, Borșa atacă cetatea aflată în plin proces de reconstrucție și-i provoacă mari distrugeri.

### Secolele XIV-XV
- Secolul XIV: este construită noua cetate medievală în formă heptagonală; incinta era flancată neregulat cu turnuri și înzestrată cu creneluri; poarta protejată de două turnuri masive; spre sud a fost construit un palat episcopal în stil gotic, al cărui zid exterior era și zid de incintă, pe latura sa de sud-vest existând a doua intrare în cetate.
- 1342-1370: a fost ridicată o catedrală de dimensiuni impresionante, în stil gotic, cu trei nave și altar octogonal, o fațadă cu două turnuri și contraforturi masive. În interior s-au realizat ample lucrări de decorare și s-au ridicat numeroase altare.
- 1360-1370: frații Martin și Gheorghe din Cluj realizează în Cetatea Oradea statuile celor doi regi maghiari canonizați: Ștefan I, Ladislau I, respectiv pe cea a prințului Emeric (Imre), canonizat deodată cu tatăl său.

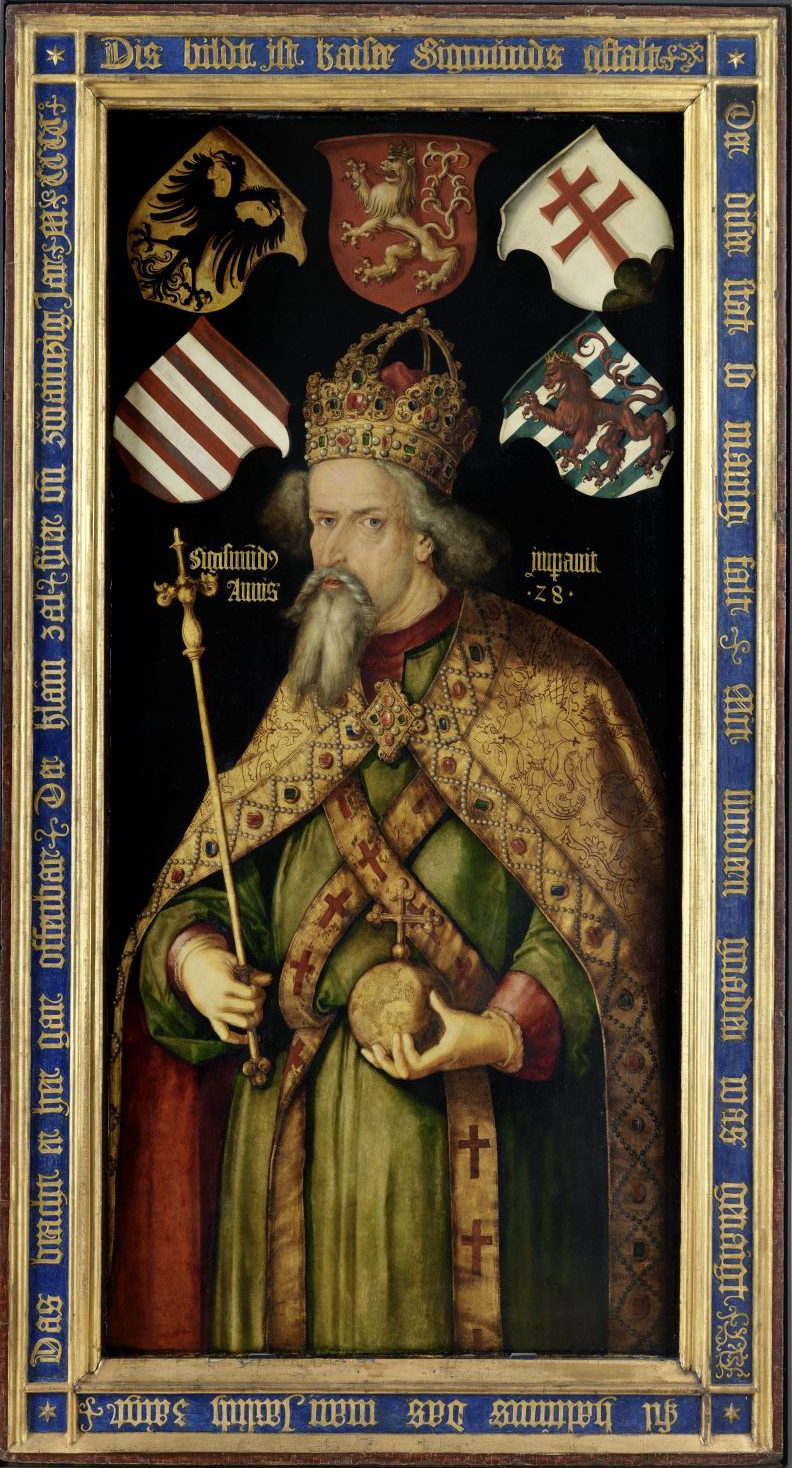
Portret (Post mortem) al lui Sigismund de Luxemburg de Albrecht Dürer

- 20 mai 1390: Aceiași sculptori au dezvelit statuia ecvestră a regelui Ladislau I, în mărime naturală și aurită pe toată suprafața, realizată la comanda regelui Sigismund de Luxemburg(1387-1437).
- 25 august 1401: Papa Bonifaciu al IX-lea a acordat un privilegiu catedralei din cetate, ridicând-o la rangul bisericilor San Marco din Veneția și Santa Maria Portiuncula din Assisi. Astfel, catedrala devine loc de pelerinaj catolic pe plan european.
- 1427: episcopia din cetatea orădeană dispunea de un corp de oaste propriu (banderie), care număra 500 de călăreți și tot atâția pedestrași, recrutată mai ales din rândul voievozilor români[necesită citare] din Bihor. În fruntea sa au căzut în luptă episcopii Giovanni de Dominis da Arbe, în cruciada de la Varna(1444) și Francisc Perényi, în Bătălia de la Mohács (1526).
- 31 martie 1412: de Paști, poposește pentru două săptămâni în cetate, regele Vladislav Jagello al Poloniei, însoțit de regele Sigismund de Luxemburg, în apropierea dintre cei doi având un merit semnificativ și Mircea cel Bătrân, domnul Țării Românești.
- Secolele XII-XV: în catedrala din cetate, au fost înmormântate 7 capete încoronate: Ladislau I al Ungariei, Andrei al II-lea al Ungariei, Ștefan al II-lea al Ungariei, regina Beatrix de Luxemburg, soția lui Carol Robert de Anjou, regina Maria a Ungariei și regele-împărat Sigismund de Luxemburg. În 1367 a fost înmormântată și Elisabeta, soția ducelui Wladislaw de Opole, palatinul Ungariei, fiica lui Nicolae Alexandru Basarab.
- Secolele XIV-XV: episcopii orădeni au îndeplinit misiuni diplomatice pentru regii Ungariei la diverse curți europene, astfel: Andrei Báthory(1329-1345) pentru regele Carol Robert de Anjou în Italia la curtea regelui Neapolelui(1333); Demetrius(1345-1372) pentru regele Ludovic cel Mare la curtea domnului Țării Românești, Nicolae Alexandru Basarab, și în Italia la curtea regelui Neapolelui; Ioan Filipecz Pruis pentru regele Matei Corvin în Italia, la Neapole (1476), Urbino și Roma(1482), Milano(1487).
- Secolul XV: „Vârsta de aur” a cetății, important centru al umanismului și Renașterii în spațiul central-estic european. Cei mai reprezentativi pentru această perioadă au fost episcopii Andrea Scolari, originar din Florența (1409-1426), Ioan Vitéz de Zredna (1444-1465) și Sigismund Thurzó(1506-1512).
- Secolul XV: celebrul fizician al universității din Viena, Georg von Peuerbach (sau Johann Purbach, 1423-1461) a înălțat la Oradea un observator astronomic și, punând aici meridianul zero, a calculat eclipsele solare și lunare, în opera sa Tabulas Varadienses.
- 1439-1440: canonicul lector Peter Vepi reorganizează școala capitulară de la Oradea și creează o fundație pentru învățăceii locali.
- 7 februarie 1474: Pașa de Semendria, Alioğlu Malcovici, a organizat un atac fulger pe timp de iarnă împotriva Cetății Oradea, pe care o prădează năvălind pe furiș.

### Secolul XVI-XVII
- 1502-1510: la Școala capitulară din Oradea a învățat și tânărul Nicolae Olahus (1493-1568), celebrul umanist de origine română.

- Anul 1514: oștile răsculaților lui Gheorghe Doja atacă, dar nu reușesc să ocupe cetatea, datorită intervenției căpitanului cetății Făgărașului, Pál Tomori, venit în sprijinul asediaților. În urma executării lui Gheorghe Doja la Timișoara, de poarta Cetății Oradea a fost aninată una din cele patru părți în care a fost sfârtecat trupul său.
- Anii 1526-1538: după prăbușirea regatului feudal maghiar și împărțirea sa între Imperiul Otoman și Austria, Cetatea Oradea va fi disputată între Ferdinand de Habsburg, autoîncoronat rege al Ungariei, și regele de drept Ioan Zapolya.
- 24 februarie 1538: se va încheia în cetate „Pacea de la Oradea”, primul tratat internațional care consfințea separarea totală a Transilvaniei de Ungaria.
- 10 aprilie 1557: Cetatea Oradea este recucerită de la habsburgi de oastea principatului Transilvaniei, condusă de Tamás Varkocs. S-a constituit Marea Căpitănie de Oradea, cu misiunea de a apăra hotarul de vest al Principatului Transilvaniei, precum și Domeniul Cetății Oradea. Datorită triumfului Reformei și în Transilvania, vor fi desființate Capitulul și Episcopia, care va pleca în exil în Ungaria (1557-1692).
- 22 iunie 1565: marea răzmeriță unitariană avea să încununeze această desființare prin distrugerea catedralei și devastarea mormântului regelui Ladislau I.
- 1569-1598 și 1618-1648: schimbările politico-militare din centrul Europei au impus construirea unei fortificații noi, care să facă față cerințelor vremii. Principii transilvăneni au angajat arhitecți militari italieni, care au realizat noua cetate pentagonală, cu bastioane pe colțuri și șanț de apărare cu apă, de factură renascentistă târzie, în două etape: zidul de incintă al fortificației, respectiv castelul cetății.
- 1595: Ștefan Bocskai, căpitanul Cetății Oradea, participă la campania din Țara Românească împotriva turcilor, cu un detașament de 800 de călăreți și 1200 de pedestrași, luând parte la eliberarea Târgoviștei și Bucureștiului și la zdrobirea turcilor la Giurgiu.

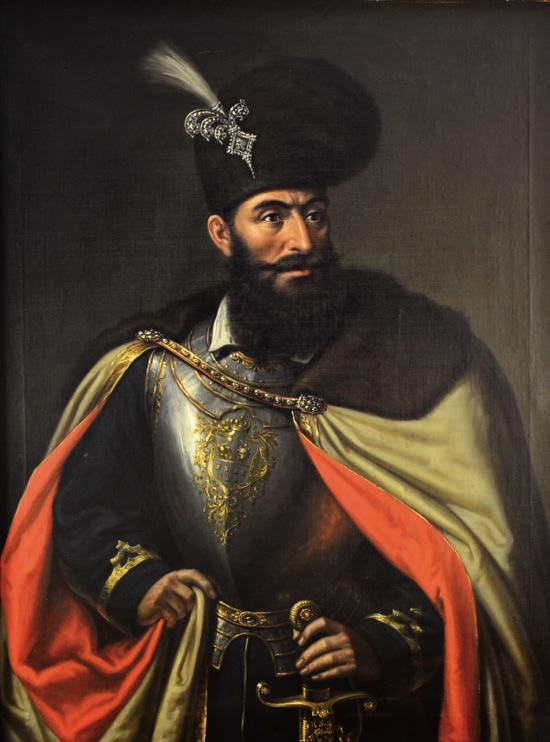
Mihai Viteazul

- 1598(25 septembrie–3 noiembrie): în timpul asediului otoman, Mihai Viteazul trimite în sprijinul Cetății Oradea un detașament de 1500 călăreți condus de Aga Lecca. Căpitanul cetății a cerut sprijin militar și habsburgilor, care trimit un detașament de circa 2000 pedestrași și 500 călăreți sub comanda generalului Melchior von Rodern.
- 11 decembrie 1600: în drumul spre Viena, Mihai Viteazul ajunge la Oradea, unde discută cu căpitanul cetății Pál Nyári planuri de acțiuni antiotomane. Atunci a rămas în cetate și tunul de 5 funți numit „Micul Șoim”, care, în inventarul armamentului cetății din anul 1632, figura cu precizarea „tunul lui Mihai vodă”.
- 23 iunie 1606: prin pacea încheiată la Viena, Curtea imperială îl recunoștea pe Ștefan Bocskai principe al Transilvaniei și îi ceda Cetatea Oradea.
- Anii 1657-1658: în urma eșecului campaniei prin care principele Gheorghe Rakoczi al II-lea intenționase să ocupe și tronul Poloniei, Înalta Poartă a hotărât mazilirea sa, împreună cu domnitorii Gheorghe Ștefan al Moldovei și Constantin Șerban al Țării Românești. Marea expediție otomană de pedepsire a început în primele zile ale lunii august 1658 din două direcții, însă a eșuat. Din cea de a doua coloană de atac, au făcut parte și oștile noilor domnitori, Mihnea III Radu al Țării Românești și Gheorghe Ghica al Moldovei. Cu această ocazie Miron Costin devine primul cărturar român care descrie în cronica sa Oradiia.
- 27 august 1660: După un asediu greu, ce a durat 46 de zile, cu un raport de forțe de 45.000 turci contra 850 de apărători, datorită unei trădări, otomanii reușesc să cucerească cetatea și să instaleze aici sediul unui pașalâc, ce va ființa vreme de 32 de ani.
- Mai 1664: comitele Ladislau Rakoczi a atacat cetatea orădeană prin surprindere, în zi de târg, cu 200 de oșteni deghizați în țărani, însă încercarea a eșuat în momentul când Rákoczi a fost împușcat de pe zidurile cetății.
- Iulie 1691-28 mai 1692: imperialii încercuiesc Cetatea Oradea și începe un lung asediu, finalizat prin capitularea garnizoanei otomane în fața generalului Donat Heissler.
- 1692-1695: cetatea este refăcută după planurile baronului inginer militar Ernst von Borgsdorf, la finanțare participând și vistieria Vaticanul cu 60.000 de florini.
- 1693 toamna: o unitate tătară auxiliară armatei otomane comandată de marele vizir Mustafa Bozuklu a încercat, fără succes, să surprindă printr-un raid fulgerător garnizoana din cetatea orădeană.

### Secolele XVIII-XX
- 1703-1710: Cetatea Oradea a fost asediată fără succes de curuți în timpul conflictului dintre răsculații conduși de Francisc Rakoczi al II-lea și habsburgi.
- Secolul XVIII: deși Cetatea Oradea era doar o garnizoană militară, imperialii vor continua să-i acorde o atenție deosebită și să întreprindă mari campanii de reparații și reamenajări în anii 1725, 1754-1755 și 1775-1777; prin ultima se definitivează ansamblul arhitectonic ce poate fi vizitat în zilele noastre.
- 1793-1813: războaiele napoleoniene au atins indirect și Cetatea Oradea, în noiembrie 1793 fiind semnalată prezența în cetate a 450 de prizonieri francezi. La 9 noiembrie 1813 în cetate se mai aflau 300 de prizonieri francezi, în mare parte bolnavi.
- 1836: marele incendiu care devastează Oradea atinge și cetatea, care arde în mare parte.
- Anii 1848-1849: în timpul evenimentelor revoluționare, garnizoana imperială din cetate, comandată de generalul Glasser, s-a alăturat revoluționarilor. La 31 decembrie 1848, Dieta a hotărât transformarea cetății într-o importantă bază militară a revoluționarilor, datorită poziției sale geografice și strategice favorabile.
- 16 mai 1857: împăratul Francisc Iosif I anulează definitiv, prin decret, caracterul militar al cetății. Cetatea va continua însă să fie utilizată ca obiectiv militar auxiliar și va beneficia de reparații între anii 1883-1887.
- Perioada interbelică: cetatea a fost sediul unei școli de jandarmi.
- 1947-1952: în cetatea orădeană a funcționat un lagăr de tranzit în aripa de nord a castelului princiar.
- 1945-1989: cetatea a fost în mare parte tot obiectiv militar, utilizat atât de Ministerul de Interne, cât și de Ministerul Apărării Naționale. După 1975 vor intra însă în cetate și o serie de depozite en-gros, fapt ce va însemna debutul unui grav proces de degradare a cetății. Acesta continuă, din păcate, și în prezent, pentru stoparea sa și restaurarea cetății fiind necesare fonduri substanțiale, posibile doar printr-un proiect internațional.

## Despre cetate

Harta cetății

Menționând funcțiunea de avanpost al Transilvaniei, călătorul turc plasează cetatea la o lovitură de tun de malul Crișului, la câmpie, având forma unui pentagon, „clădire solidă și pompoasă”. Șanțul cetății avea o lățime de 120 de picioare și „afunzime” ca o mare, fiind umplut cu apă de Criș.
Circumferința cetății avea 2 500 de pași. Existau cinci bastioane prevăzute cu tunuri, care erau acoperite cu „pături” de culoare roșie. Nu se putea comunica între bastioane ca în cazul altor cetăți. Fiecare bastion avea o poartă proprie, căpitan și santinele. Având forma unui triunghi, bastioanele aveau cupole din piatră, folosite ca puncte de observare.
Zidul cetății avea 40 de „rifi” înălțime (circa 10 metri) și 10 lățime (circa 2,50 metri), fiind construit din piatră solidă, pe care s-a „aruncat” un val de pământ în forma unui dâmb. Începând de la bastionul de est, de jur împrejur, zidul cetății era încins cu un brâu din piatră cioplită. La poartă se afla un orologiu.
În cetate erau 10 prăvălii, 150 de case mai mici din piatră, o cameră pentru soldați, trei mori și o temniță „afundată ca un iad”. Palatul princiar măsura 1 500 de pași în perimetru având cinci turnuri dintre care două lucrate din „ceramică roșie". Trei turnuri slujeau drept magazii pentru muniție, aici locuind aga ienicerilor. Palatul avea patru porți din care numai una era folosită. Biserica din interior a fost transformată în geamie. Sub administrația turcească, atât cetatea, cât și orașul au fost reconstruite. Un amănunt interesant este faptul că turcii au rebotezat bastioanele cetății: Çingene tabyası (bastionul Țiganilor = actualul bastion Ciunt), Koperdan tabyası (bastionul Auriu), Yuram tabyası (bastionul Crăișor), Kukuk tabyası (bastionul Bethlen) și Aga tabyası (bastionul Roșu).

## Componentele cetății

### Bastionul Aurit
Bastionul Aurit a fost construit, așa cum rezulta din inscripția aflată pe una dintre pietrele profilate vizibile pană mai ieri, în anul 1572, la comanda principelui Ștefan Báthory. Acest bastion a fost puternic afectat de asediile turcești datorită orientării lui spre Dealul Pisica (Ciuperca), de unde artileria otomană a bombardat cetatea în anii 1598, 1658 și 1660. Reparațiile au devenit inevitabile cu precădere după asediul din 1660, când cazematele bastioanelor Aurit și Roșu au fost dărâmate împreună cu curtina dintre ele, iar în alt loc al bastionului turcii au spart o mare breșă. O reparație de mare amploare a fost făcută și după asediul austriac din 1692, deoarece latura nordică a Bastionului a fost grav avariată.

### Bastionul Bethlen
Vârful Bastionului Bethlen (sud-vestic), în prim plan se vede urechea vestică, cea pe care în extremitatea exterioară apare inscripția și stema familiei princiare și anul 1618 al finalizării construcției. Acest bastion nu a putut fi terminat înaintea asediului turcesc din 1598. Până la terminarea construcției în 1618, decenii de-a rândul a fost constituit doar din pământ bătut și întărit la exterior cu nuiele. Pentru o bună perioadă de timp a fost numit din această cauză „bastionul de pământ". În forma actuală a fost ridicat după planurile arhitectului Giacomo Resti din Verona, primind numele principelui omonim (Gabriel Bethlen)..

### Bastionul Ciunt
Bastionul Ciunt a fost construit, sau cel puțin început în timpul domniei principelui Ioan Sigismund, însă nu sînt dovezi concludente în această privință. În timpul asediului turcesc din 1598, comandantul de artilerie italian, în raportul inaintat superiorilor săi, notează că bastionul a fost construit în timpul lui Ștefan Báthory (1571-1575). Comandantul italian mai menționează că, întrucât a stat mult timp neterminat, bastionului i s-a zis „Ciunt”. Cel mai probabil este că a fost edificat cândva între 1574-1580. În 1581, principele transilvănean Ștefan Báthory menționează într-un document trei bastioane terminate în cetatea Oradiei. În zilele 17 și 21 octombrie 1598, în timpul asediului, Bastionul Ciunt a fost minat și avariat grav de două ori. În 1599, refacerea vârfului acestuia se face sub supravegerherea lui Cesare Porta și apoi a lui Giovan-Marco Isolano. Terminarea reparației bastionului este inscripționată pe ultimul bloc de sub brâu, unde se află dăltuit anul renovării: 1599. În timpul asediului din 1692, latura nordică a fost practic distrusă, spre deosebire de flancul vestic rămas aproape intact. El va fi refăcut în anii stăpânirii austriece. 
În interiorul acestui bastion va fi construit un teatru de vară cu toată dotarea trebuincioasă. El este deja în lucru, descărcarea de sarcină arheologică fiind pe terminate, iar planurile viitorului teatru în aer liber au fost făcute de arhitectul orădean Ernest Pafka.

### Bastionul Crăișorul
Bastion Crăișorul a fost proiectat de arhitectul italian Giulio Cesare Baldigara și construit între 1569-1570 în timpul domniei principelui Ioan Sigismund. Bastionul este acoperit cu un parament de piatră fasonată, blocuri de dimensiuni apreciabile și dispuse în 15 asize. Pe latura estică lipsesc multe astfel de elemente constructive, lăsându-se să se vadă „umplutura” din spatele său, ea fiind alcătuită cu precădere din pietre de râu, bucăți de gresii și șisturi, cărămizi și varii fragmente arhitectonice provenite din construcțiile medievale. O parte din blocurile paramentului au rezultat din tăierea unor fragmente arhitectonice recuperate din vechile construcții, fiind montate în zid cu părțile profilate spre interior.

### Bastionul Roșu
Bastionul Roșu a fost construit la comanda principeului Ștefan Báthory. El cunoaște mai multe etape constructive, acestea extinzandu-se între 1580 și 1598, anul asediului turcesc, când se remarcă că bastionului nu îi mai lipsea decât o parte din umplutură. Concepția originală îi aparține arhitectului italian Domenico Ridolfini da Camerino, însă se va definitiva după planurile mai realiste ale unui alt architect italian, Ottavio Baldigara. Asediul din 1660 a afectat grav urechea estică a acestui bastion, pe o porțiune de aproximativ 25 de metri, fiind aruncată în aer de turci. Această bucată va fi refăcută și întărită cu aproape un metru un plus la grosimea zidului, fapt vizibil și astăzi.

### Curtina spre Bastionul Aurit
Curtina spre bastionul Aurit a fost realizată în 1580-1581, în ultimii ani ai domniei lui Cristofor Báthory. Este un zid masiv, flancat în interior de cazemate. Baza sa este din blocuri masive de piatră, la fel ca și brâul, iar cărămida este cea care dă nota dominantă a construcției. La rândul său a fost afectată de desele asedii și bombardamente, ca atare partea-i superioară, deasupra brâului, este refăcută rapid cu piatră brută adusă din cariera de calcar de la Betfia. Bastionului Aurit (urechea sud-estică) a fost construit, așa cum rezulta din inscripția aflată pe una dintre pietrele profilate vizibile până mai ieri, în anul 1572, la comanda principelui Ștefan Báthory. Acest bastion a fost puternic afectat de asediile turcești, datorită orientării lui spre Dealul Pisica (Ciuperca), de unde, artileria otomană a bombardat cetatea în anii 1598, 1658 și 1660. Reparațiile au devenit inevitabile, cu precădere după asediul din 1660, când, cazematele bastioanelor Aurit și Roșu au fost dărâmate împreună cu curtina dintre ele, iar în alt loc al bastionului turcii au făcut o mare breșă. O reparație de mare amploare a avut loc și după asediul austriac din 1692, deoarece latura nordică a Bastionului a fost grav avariată.

### Curtina dintre bastionul Aurit și Ciunt
Curtina dintre bastionul Aurit și Ciunt a fost construită în timpul primei domnii a lui Sigismund Báthory, în anii premergători anului 1584, an când ea era cu siguranță terminată, deși există păreri că latura sa estică, spre Bastionul Ciunt ar fi fost terminată în 1581. De asemenea sunt semne în zid care argumentează construcția sa în etape. Modul de construcție diferit față de celelalte construcții contemporane din Cetatea Oradea, dar și faptul că între sectoarele edificate acum pereții prezintă o cezură, reprezintă o elocventă dovadă pentru specialiștii în domeniu că ele nu au fost ridicate concomitent, ci succesiv, etapizat.

### Curtina spre Bastionul Bethlen
Curtina spre Bastionul Bethlen văzută de pe urechea vestică a Bastionului Crăișorul. Această zonă de curtină ce se extinde între Bastionul Crăișorul și Bethlena fost construită pare-se numai după vara anului 1599 până prin 1604, după cum indică izvoarele privind lucrările de la Oradea. Ea nu apare pe niciun plan sau stampă anterioară, nici la Giovanni-Marco Isolano ori Cesare Porta (1598-1599), nici la Hoefnagel. Toți indică prezență vechiului zid medieval în această zonă la sfârșitul secolului al XVI-lea.
Aspectul său compozit - calcar de Betfia, piatră profilată din vechile construcții medievale, cărămidă, șisturi cristaline, gresii - a determinat ipoteza că ea ar fi fost construită de garnizoana austriacă rămasă în cetate până prin 1606. Teama de un atac fie din partea turcilor, fie din partea adversarilor transilvăneni, i-ar fi determinat să treacă ei la construcția acestei curtine, chiar dacă nu dispuneau de forță de munca specializată.

### Curtina dintre Crăișorul și Roșu
Curtina dintre Crăișorul și Roșu a fost construită odată cu lucrările la bastionul Roșu, între anii 1584 și 1598. La baza curtinei se pot vedea blocurile de piatră, iar deasupra lor până la brâu se ridică un perete din 89 de rânduri de cărămizi. Brâul, vizibil în partea superioară a zidului, este mai jos decât cel al bastionului Roșu și mai înalt decât cel al Crăișorului, din cauza diferențelor de construcție din epoci diferite.

### Corpul A
Corpul A - Palatul princiar a fost construit între anii 1620 și 1629, în timpul lui Gabriel Bethlen, după planurile arhitectului italian Giacomo Resti.
Cronologic, acest corp de clădire închide o epocă și deschide alta. Pune punct cetății medievale a Oradiei și se configurează în punctul zero al cetății renascentiste, fiind prima clădire edificată în actualul complex fortificat.
Funcțiunea inițială era de fortificație, dar și de Palat princiar. Clădirea era considerată a doua reședință princiară după cea de la Alba-Iulia. De-a lungul secolelor, asupra sa se intervine de mai multe ori, fiind reparată, însă mărturia măreției sale se păstrează în Sala cu Grifoni. Actualmente, aici își desfășoară activitatea Facultatea de Arte Vizuale din Universitatea Oradea, fapt observabil prin amplasarea lucrărilor artistice ale studenților de aici.
În viitorul apropiat se preconizează ca în această latură a Palatului princiar să se amenajeze un muzeu al Cetății, o bibliotecă, acel asylum litterarum care a făcut faimoasă la un moment dat cetatea Oradea (Biblioteca Episcopului Ioan Vitéz de Zredna, cuprinzând cărți copiate aici sau comandate în Italia. Ea a stat la baza celebrei biblioteci Corviniana a lui Matei Corvin și a servit pentru elevarea multor principi, diplomați sau umaniști transilvăneni) și o cafenea. Un lapidariu la subsol, cu spații expoziționale, spații de depozitare, spații de cercetare, laboratoare, spații administrative, cafenea, spațiu comercial, garderobă, spații pentru secretariat și informații, sală de lectură, bibliotecă virtuală, grupuri sanitare și punct termic, însumând 5.909,60 metri pătrați restaurați și refuncționalizați.

### Corpul B
Palatul Princiar - actualul Corp B (colțul vestic) a fost construit în două etape între 1620-1629, respectiv 1638-1648, sub oblăduirea principelui Gabriel Bethlen și după planurile arhitectului italian Giacomo Resti. Inițial făcea legătura între vechea catedrală gotică și palatul episcopal renascentist (Corpul A), si corpul A avea rol inițial de reședință princiară. Actualmente leagă extremitatea sudică a palatului cu biserica barocă. El adăpostește în interiorul său Direcția Județeană a Arhivelor Statului, filiala Bihor.

### Corpul C
Corpul C, latura sud-estică a Palatului Princiar, a fost construit între anii 1638-1648, în timpul principelui Gheorghe Rakoczi I. Planurile sale au fost elaborate la comanda conducătorului transilvănean de arhitectul autohton Emeric Sardi din Cluj. El păstrează, ca și celelalte două corpuri ale complexului princiar, un rol primordial de reședință a prințului. Interesantă este prezența celor 7 arce ce închid pridvorul de pe fațada exterioară.
Pe parcursul secolelor XVIII-XIX asupra sa se va interveni în mai multe rânduri. 
Azi, el folosește ca sală de cursuri și repetiții pentru trupe de dans modern.

### Corpul D
Corpul D - clădirea care a adăpostit statul major al garnizoanei austriece din cetate - a fost construit începând cu anul 1775. Aparține ca concepție aceluiași arhitect militar Lodovico Marini. Se pare că pe locația ocupată de acest corp de clădire, cu un nivel mai jos decât toate celelalte din complexul princiar, având doar un etaj, fusese ocupată anterior de grajdurile construite în timpul principelui Rákoczy al II-lea, servind probabil Poarta de Est.
Azi clădirea este bibliotecă a Facultății de Arte Vizuale.

### Corpul E
Corpul E, latura nordică a Palatului Princiar, a cunoscut mai multe etape constructive. Prima este demarată în timpul domniei principelui Gabriel Bethlen. Între anii 1620-1629 se continua construcția sa după planurile arhitectului Giacomo Resti. A treia etapă constructivă (1638-1648) i se datorează lui Gheorghe Rákoczi I și constă în extinderea construcției. Forma actuală, corespondentă ultimei etape de edificare, o ia în urma campaniei de refacere a cetății sub austrieci între 1775-1777. Responsabil pentru actuala formă este arhitectul militar Lodovico Marini. 
Clădirea a avut multiple întrebuințări. Inițial servise ca anexă a palatului princiar, ca loc pentru cei ce deserveau Curtea. Pe parcursul secolului al XVIII-lea ia funcțiunea de cazarmă, însă cea mai terifiantă funcție este cea pe care o are între 1945-1952, când servește ca lagăr de tranzit pentru oponenții regimului comunist. Actualmente e dezafectat și marcat de prăbușiri spre curtea interioară.

### Corpul G
Corpul G se înscrie constructiv epocii dominate de arhitectul italian, aflat în soldă austriacă, Lodovico Marini, și temporal aparține anilor 1775-1776. El are forma literei U. Asupra formei sale s-a intervenit pe parcursul secolului al XIX-lea. Rolul său a fost acela de magazie de alimente, apoi de anexă gospodărească, în ultimii ani ca atelier de creație artistică. Conform planurilor de reabilitare și revitalizare a Cetății Oradea, Corpul G urmează a găzdui Administrația Cetății, cu spații administrative, spații de depozitare, circulații, grupuri sanitare, ateliere, coridor și punctul termic - însumând 468,55 metri pătrați restaurați și refuncționalizați.

### Corpul I
Corpul I a fost construit între anii 1692-1714 la comanda căpitanului cetății. Până la mijlocul secolului al XVIII-lea a fost sediul administrației militare austriece și al vămii unice a orașului. Forma actuală se datorează arhitectului Lodovico Marini și se configurează între anii 1775-1777, când își schimbă și funcțiunea, fiind doar cazarma inginerilor militari ai garnizoanei din Oradea. Actualmente, în interiorul său își desfășoară activitatea câteva ONG-uri. Pe viitor se preconizează restaurarea și funcționalizarea sa ca centru de organizații cu activități culturale. Mai exact, se prevede un consorțiu cultural, cu spații de birouri, spații administrative, săli de conferințe, centre pentru voluntari, o aulă de conferințe, circulații, garderobă, chicinetă, grupuri sanitare, depozite - însumand 1.366,05 metri pătrați restaurați și refuncționalizați.

### Corpul J
Corpul J a fost inițial poarta cetății (1573). Pe el și în proximitatea acestuia se aflau turnul porții și Turnul cu Ceas, ambele vizibile în stampa lui Hoefnagel.
Ab initio, în partea sa dreaptă erau grajdurile și șopronul pentru căruțe. Actuala formă cu cele 6 travee o capătă în anii 1775-1777, când sub îndrumarea arhitectului Lodovico Marini este reconstruit. Tot acum se pierde pentru totdeauna Turnul cu Ceas. 
Își păstrează funcțiunea de grajd (cele două adăpători prezente în fața Grotei Roșii în imagine fiind edificatoare), însă, nemaiexistând turnul de strajă, i se adaugă cea de cameră a străjerilor. 
Actualmente, primele două travee, cele cu pridvor, au funcțiunea de birou și au fost restaurate. Cea de a treia travee, Grota Roșie restaurată și dotată, este un spațiu multifuncțional cu menire expozițională. Exteriorul a fost reabilitat tot. Se preconizează ca ultimele travee să devină galerii de artă.

### Corpul K
Corpul K a fost construit între anii 1775-1777 după planurile arhitectului Lodovico Marini. Cele două clădiri ridicate atunci (magazia cartierului general al statului major și cazarma ofițerească) au fost unite și au preluat sarcina exclusivă de cazare a ofițerilor. Ridicarea sa s-a făcut, conform surselor istorice, peste edificii mai vechi, locuite de călugării paulini.
În conformitate cu planurile de reabilitare și introducere în circuitul turistic al cetății orădene, aici va lua ființă un centru european, în zona de est, cu spații de informare/prezentare și trei centre gastronomice specifice: cafenea, cofetărie și restaurant, iar în zona de vest cu atelier pentru prelucrarea metalelor, atelier de tâmplărie și mobilier, atelier lăcătușerie, atelier de olărit, atelier de sticlărie, anticariat, magazin de antichități, grupuri sanitare și punct termic - 1.809,25 metri pătrați restaurați și refuncționalizați.

### Corpul L
Corp L - Cazemata curtinei nordice a fost construit între 1775-1777, în era arhitecturală dominată de arhitectul militar Lodovico Marini. Este o cazemată extrem de solidă și încăpătoare, ea asigurând una dintre zonele cele mai expuse și mai des atacate ale cetății. Bolțile masive din cărămidă stau mărturie asupra acestui aspect. Dincolo de rolul său primordial, acest spațiu a avut și alte funcțiuni. Fiind foarte solidă, dar și rece și întunecoasă, cazemata a funcționat pe timp de pace și ca închisoare. Dacă ea „găzduia” în mod obișnuit doar arestații garnizoanei orădene, în timpul războiului dus de Austria cu Napoleon (1793-1813), aici au fost deținuți circa 450 de prizonieri din armata franceză. În planurile de refacere a cetății, aici apare Strada Breslelor, în partea de est dorindu-se o galerie de vinuri și mâncăruri tradiționale, iar in cea de vest spații anexe pentru teatrul de vară, grup sanitar și un punct termic - însumand 864,45 metri pătrați restaurați și refuncționalizați.

### Corpul M
Corpul M cuprinde ansamblu format din Poarta de Est și cele două clădiri adosate ei, respectiv Corpul de gardă și grajdurile. Curtina ridicată între 1582-1583 pentru a face legătura dintre bastioanele Aurit și Roșu nu a avut prevăzută o poartă de acces în cetate pe acest aliniament estic. Pe mai multe planuri, schițe sau descrieri (descrierea lui Szamosközy (1603), nici în planurile lui Benzini (1752) si Marini (1769)) făcute până în anul 1776, când este datat planul lui Lodovico Marini, aici nu apărea nicio poartă. Ea a fost deschisă de comandamentul militar abia în 1777. Lipsa unei porți până la această dată este justificabilă pe această latură datorită expunerii spre dealul Pisica (Ciuperca) de unde veneau majoritatea atacurilor cu guri de foc.
Pe latura stângă a porții s-a construit o cameră de gardă, azi cameră pentru paza cetății, iar pe partea stângă simetric cu Poarta de vest grajdurile, de această dată cu aspect de cazemată, îngropate. În fostele grajduri funcționează azi o sală de repetiție pentru o trupă de teatru și un atelier de creație decoruri.
În viitorul apropiat pentru această zonă a fost destinată pentru activități culturale: club, cinema, teatru experimental, teatru de copii, săli de dans, spații de depozitare, grupuri sanitare, punct termic - însumând 1.560,60 metri pătrați restaurați și refuncționalizați.

### Corpul P
Ruine Palat de Vară - Corp P - pe la 1572, când a fost construit bastionul Aurit, între urechile acestuia s-au realizat două cazemate, ce comunicau între ele printr-un culoar de legătură. Puțin mai târziu, probabil și datorită amplasării pe axa nord-vestică, deasupra acestora a fost realizat între 1638-1641 un loc de recreere princiară. Construcția simplă făcută pe stâlpi de piatră și acoperiș de șindrilă este menționată documentar cu denominația „casa de vară”. Actualmente se mai se mai păstrează și se poate vedea din acest corp doar subsolul în formă de U.
În viitorul apropiat se intenționează realizarea unui lapidarium al cetății în zona „Palatului de vară”.

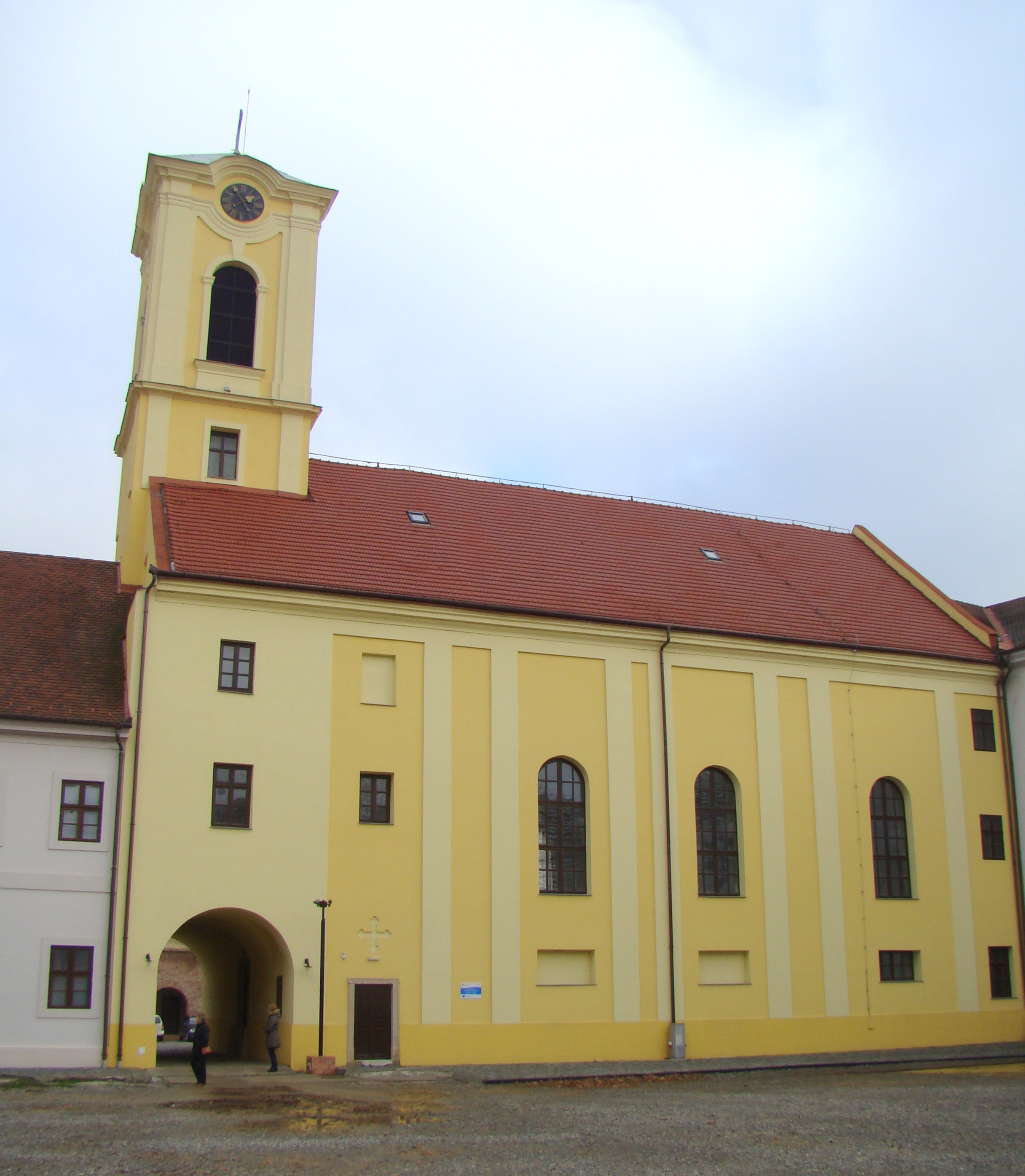
Biserica cetății

### Biserica Romano-Catolică din Cetate
Biserica romano-catolică din Cetate - construcție datorată perioadei de dominație austriacă și planurilor arhitectului Lodovico Marini - pare-se peste mai vechi structuri, din care unele păstrează, conform opiniei unor istorici și arhitecți, și elemente constructive turcești. Biserica a fost ridicată în efortul de refacere a cetății dintre anii 1775-1777 și vine în continuarea Aripii date de Corpul C al Palatului Princiar.

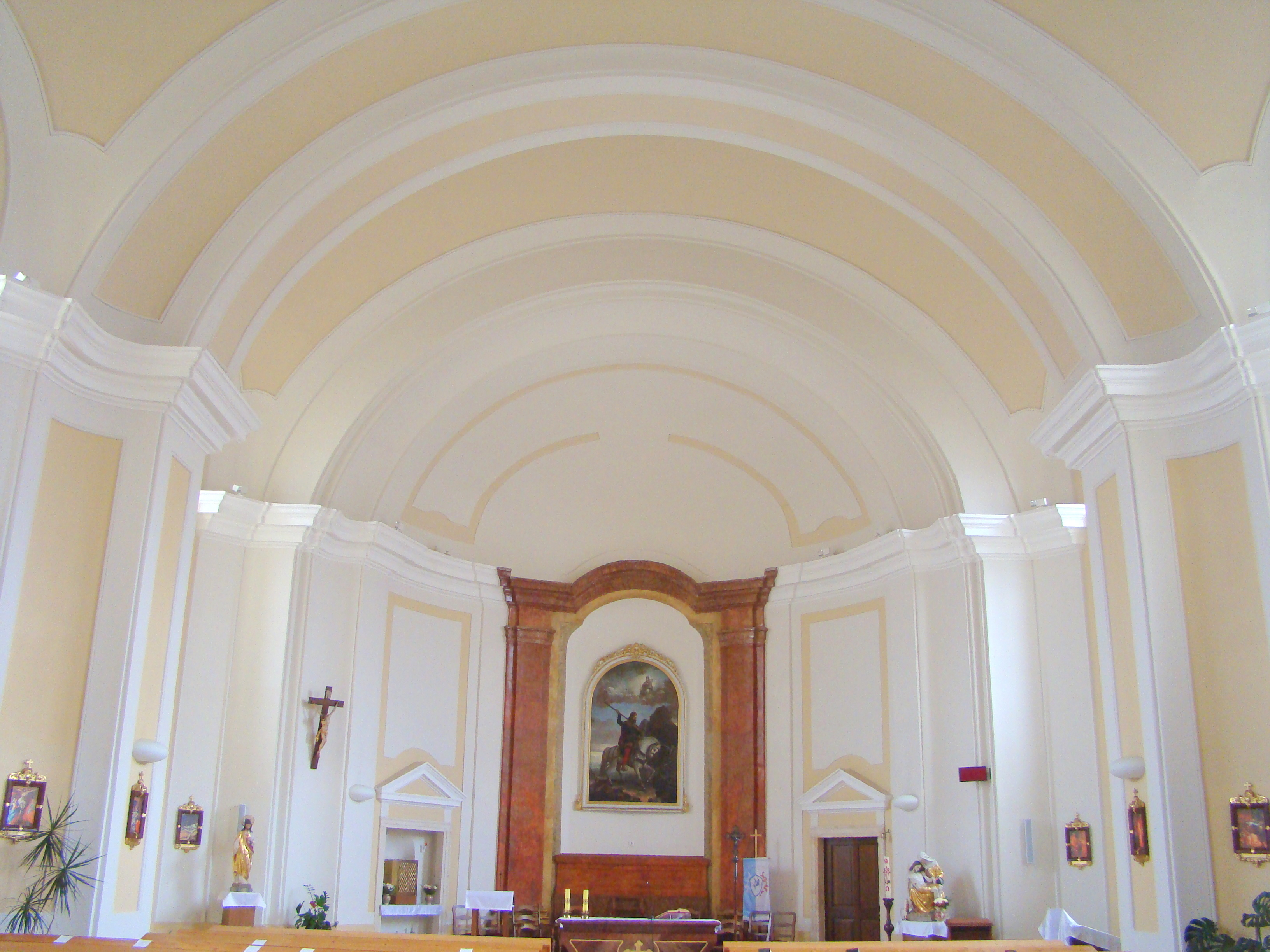
Nava spre altarul principal

Construcția barocă de o simplitate deosebită, inițial deservea doar garnizoana militară din cetate. În timpul războaielor napoleoniene (1793-1813) și o perioadă după, servește ca biserică pentru prizonierii francezi din cetate. În incendiul ce mistuie orașul în 1836, turnul baroc este distrus, în locul său construindu-se un turn piramidal simplu. Actualmente, după ce o perioadă de aproape cinci decenii de ateism comunist a fost spațiu de păstrare, a fost renovată și din anul 2000 este biserică funcțională pentru slovacii romano-catolici din Oradea. În anul 2007 a fost înființată la Oradea o parohie proprie pentru romano-catolicii de etnie slovacă, iar biserica din cetatea Oradea le-a fost încredințată lor drept biserică parohială, cu filia Mădăraș care aparține de această parohie.

### Brutăria
Brutăria a fost construită în 1692, imediat după ce austriecii au cucerit cetatea la ordinul generalului Corbelli. Brutăria cu șase cuptoare s-a realizat, cel mai probabil, după planurile inginerului militar, baronul Ernst von Borgsdorf, care a fost însărcinat de Curtea vieneză cu efectuarea planurilor de refacere a cetății orădene. Demn de remarcat este faptul că ințial aici existase o clădire cu rosturi asemănătoare, o magazie de merinde, și că din 1692 până în 1997 și-a păstrat funcțiunea principală. Actualmente clădirea este dezafectată, însă conform planurilor de reabilitare și revitalizare ale Cetății Oradea, în interiorul acestei clădiri va funcționa, așa cum este și normal, un Muzeu al pâinii.
Un muzeu interactiv, unde cei interesați vor putea să își plămădească și să iși coacă, precum cu secole în urmă, o pâine adevărată. Acestuia i se vor adăuga un restaurant cu specific de panificație, o cafenea, spațiu expozițional, spațiu de producție, spațiu de degustare și grupuri sanitare și punctul termic - însumând 1.119,30 metri pătrați restaurați și refuncționalizați.

### Grajdurile
Grajdurile clădirea cunoscută sub această denominație a fost construită în al doilea deceniu al secolului al XVII, fiind terminată în 1618 probabil odată cu Bastionul Bethlen. Ea este lipită de latura interioară sudică ce face legătură dintre bastion și curtina cu bastionul Crăișorul și inițial a îndeplinit rol de cazemată pentru apărarea laturii de sud a cetății. Pierderea funcțiunii strict defensive, dar și modificarea tehnicilor de război din secolului al XVIII-lea fac ca peste aceasta, posibil afectată de numeroasele asedii, să se ridice o clădire de grajduri. Adăpătorile și fântâna din apropiere relevă rolul ei.

### Poarta de Vest
Poarta de vest (1573) a fost proiectată și construită in timpul domniei principelui Ștefan Báthory. Ea era la un moment dat singurul acces în incinta fortăreței. În stampa lui Hoefnagel poartă purta deasupra sa un turn cu mai multe nivele. Pe tunelul de acces era situată camera de strajă și mecanismul de ridicare a podului. Conform aceleiași surse, lângă poartă a fost construit un turn cu mecanism de orologiu în partea superioară.

### Statul Major al garnizoanei
Statul major al garnizoanei austriece - Corpul D din cetate a fost construit începand cu anul 1775. Aparține ca concepție aceluiași arhitect militar Lodovico Marini. Se pare că pe locația ocupată de acest corp de clădire, cu un nivel mai jos decât toate celelalte din complexul princiar, cu un singur etaj, fusese ocupată de grajdurile construite în timpul principelui Rákoczy al II-lea, servind probabil Poarta de Est. Actualmente, clădirea este bibliotecă a Facultății de Arte Vizuale.
Surse:
http://www.aioradea.ro/content/view/31/76%20/ Arhivat în 4 octombrie 2008, la Wayback Machine.
http://www.cetateaoradea.ro/turvirtual/ Arhivat în 6 septembrie 2008, la Wayback Machine.
Cetatea Oradea - tur virtual contemporan - dvd multimedia

## Legende legate de Cetatea Oradea

### Legenda întemeierii

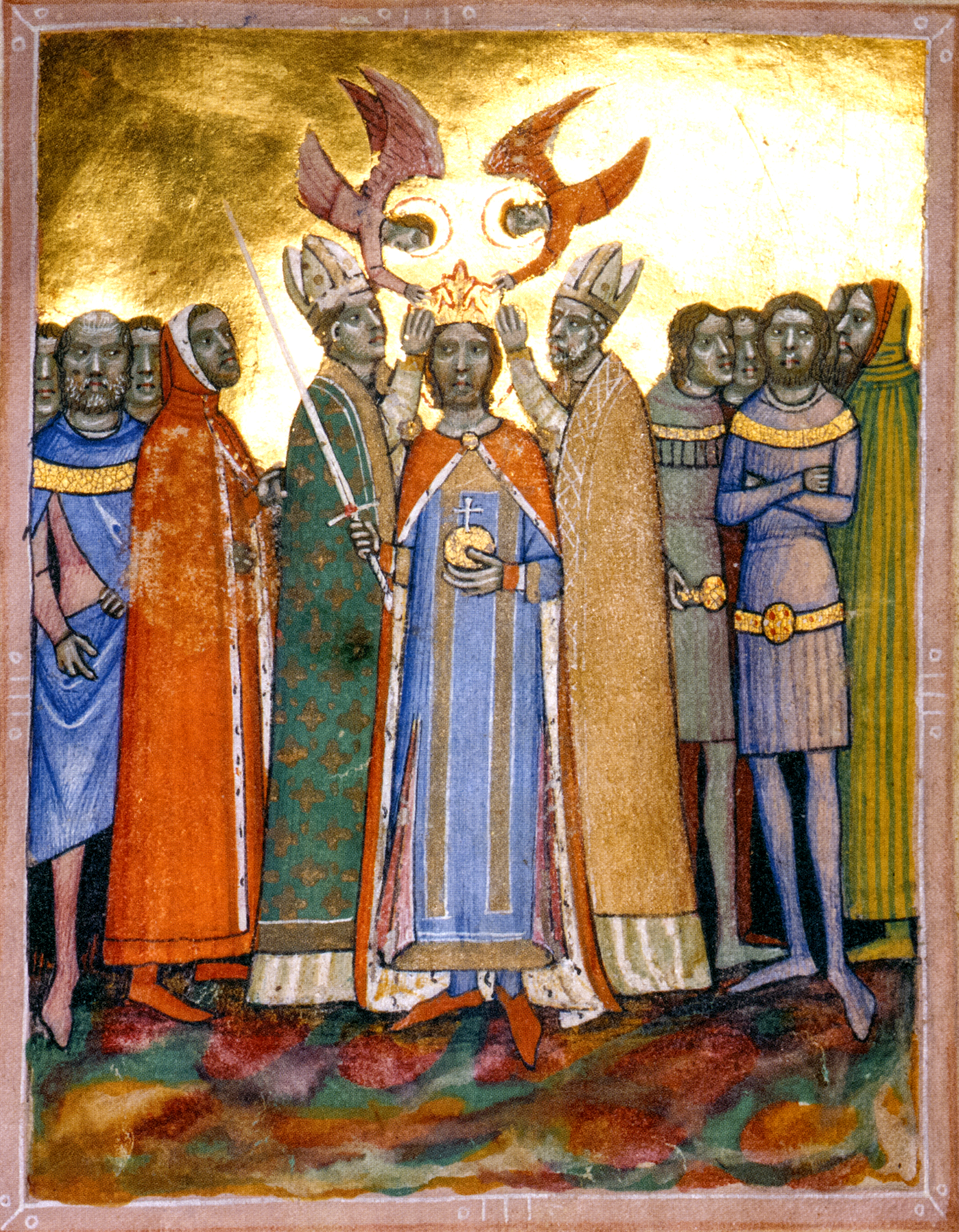
încoronarea lui Ladislau I

Într-o seară înstelată a anului 1092, pe când se afla la vânătoare prin Țara Crișurilor, Regele Ladislau I al Ungariei a ajuns într-o poiană largă, străjuită pe ambele părți de apele Crișului Repede, nu departe de Peța-Hewjo, pârâul ce nu îngheață niciodată. A adormit repede, obosit fiind după goana cerbilor. În vis i s-au arătat doi îngeri, care i-au cerut să înalțe de îndată, acolo, o mănăstire zidită, cu hramul Sfintei Fecioare Maria.
Locul acesta l-a numit Várad, iar în jurul mănăstirii - care avea să ajungă vestit centru de pelerinaj - s-a construit o cetate ce a stat multe secole în apărarea creștinătății. Așa a început istoria unuia dintre orașele vestite ale Europei: Varadinum, Oradea, Nagyvárad, Grosswardein.(după Marcu din Kált, Chronicon pictum vindobonense (Cronica pictată de la Viena))

### Legenda trădării
Se povestește că după căderea Budei sub turci, în 1540, aceștia au forțat cucerirea cetății Oradea, considerată poarta de vest spre Transilvania.
Cetatea, apărată ca o vrajă de apele veșnic calde ale Peței, era de necucerit!
Steaua protectoare a cetății a strălucit până în anul 1660, când Ali, pașa de Timișoara, și-a jurat să cucerească mica fortificație cu orice preț. A venit cu oaste mare, cei 45.000 de turci împânzind dealurile orașului. 46 de zile de lupte au pus la grea încercare garnizoana celor 850 de apărători ai cetății. Sute de săteni au căzut atunci prizonieri în mâinile otomanilor. Totuși, cetatea rezista! Părea că deznădejdea îi cuprindea pe turci, căci nu reușeau în niciun chip să afle secretul vrăjii nemaivăzute care-i proteja zidurile.
Până în ziua în care soția morarului, singura care știa secretul, a aflat că fiii ei au fost prinși de turci. Înnebunită de durere, a hotărât să facă orice ca să-i salveze. Așa a ajuns să trădeze Cetatea, spunându-le turcilor pe unde să sape pentru a deschide zăgazurile de evacuare a apei care umplea marele șanț din jurul zidurilor de apărare. Si așa, la 27 august 1660, cetatea a capitulat. Începea era dominației turcești.

## Centrul de Informare Turistica- Cetatea Oradea
Centrul de Informare Turistică–Cetatea Oradea a fost inaugurat la 11 noiembrie 2003, ca rezultat al proiectului „Renașterea unei legende” finanțat de Fundația Carpatică, Fundația Regele Baudouin și Fundația pentru Parteneriat în cadrul programului „Moștenire vie”.
Centrul de Informare Turistică (CIT) funcționează în cadrul Serviciului Administrare Cetatea Oradea din cadrul Direcției Patrimoniu din subordinea Primăriei Municipiului Oradea.
Misiunea Centrului de Informare Turistică este de a promova Cetatea Oradea ca valoare istorică, arhitectonică și culturală multiseculară în context european.
Printre prioritățile centrului se numără:
- valorizarea patrimoniului existent in Cetate, prin introducerea în circuitul turistic general.
- promovarea activităților de restaurare a Cetății
- atragerea de fonduri pentru restaurarea și valorificarea turistică a Cetății din Oradea.

Oferta Centrului de Informare Turistică cuprinde:
- organizarea vizitării Cetății Oradea (inclusiv ghidare, distribuire materiale informative și de promovare)
- oferirea de informații referitoare la posibilități de cazare, masă, servicii și programe turistice în Oradea și zona Munților Apuseni.

Beneficiarii sunt turiști în sistem organizat sau individual, tineri (elevi, studenti).
Exită colaborări cu agenții de turism locale, din județele vecine, din Euroregiunea Bihor-Hajdú Bihar și Euroregiunea Carpatică, Muzeul Țării Crișurilor, Inspectoratul Școlar Județean Bihor, Cluj, Arad, Satu Mare, Universitatea din Oradea, Direcția Județeană Culte, Cultură și Patrimoniu Cultural Național Bihor, Consiliul Județean Bihor, Prefectura Județului Bihor, numeroase organizații neguvernamentale locale, administrații ale altor cetăți din România.
Finanțarea activităților CIT este asigurată de Administrația Imobiliară Oradea prin bugetul local precum și prin surse atrase.
Printre realizări se numără:
- materiale de informare și promovare privind Cetatea Oradea în limbile română, engleză, maghiară, italiană, franceză, germană
- contacte cu diverse structuri de promovare turistică din România si străinătate
- pagina de prezentare a Cetății
- inițierea și organizarea unor evenimente locale (expoziții, întâlniri, spectacole de teatru în aer liber)

## Galerie de imagini

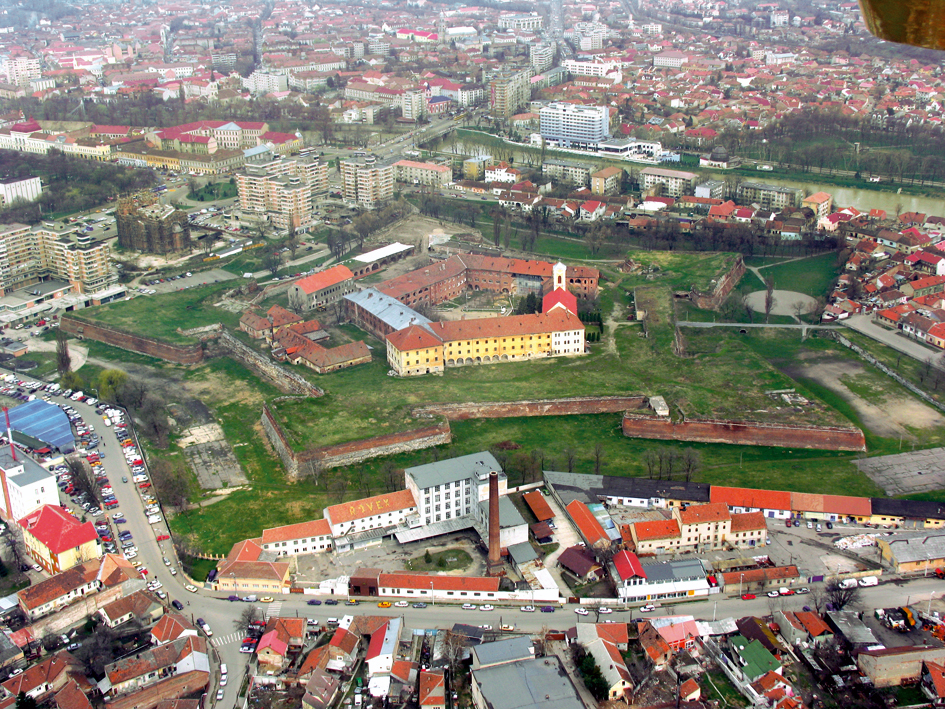
Cetatea Oradea
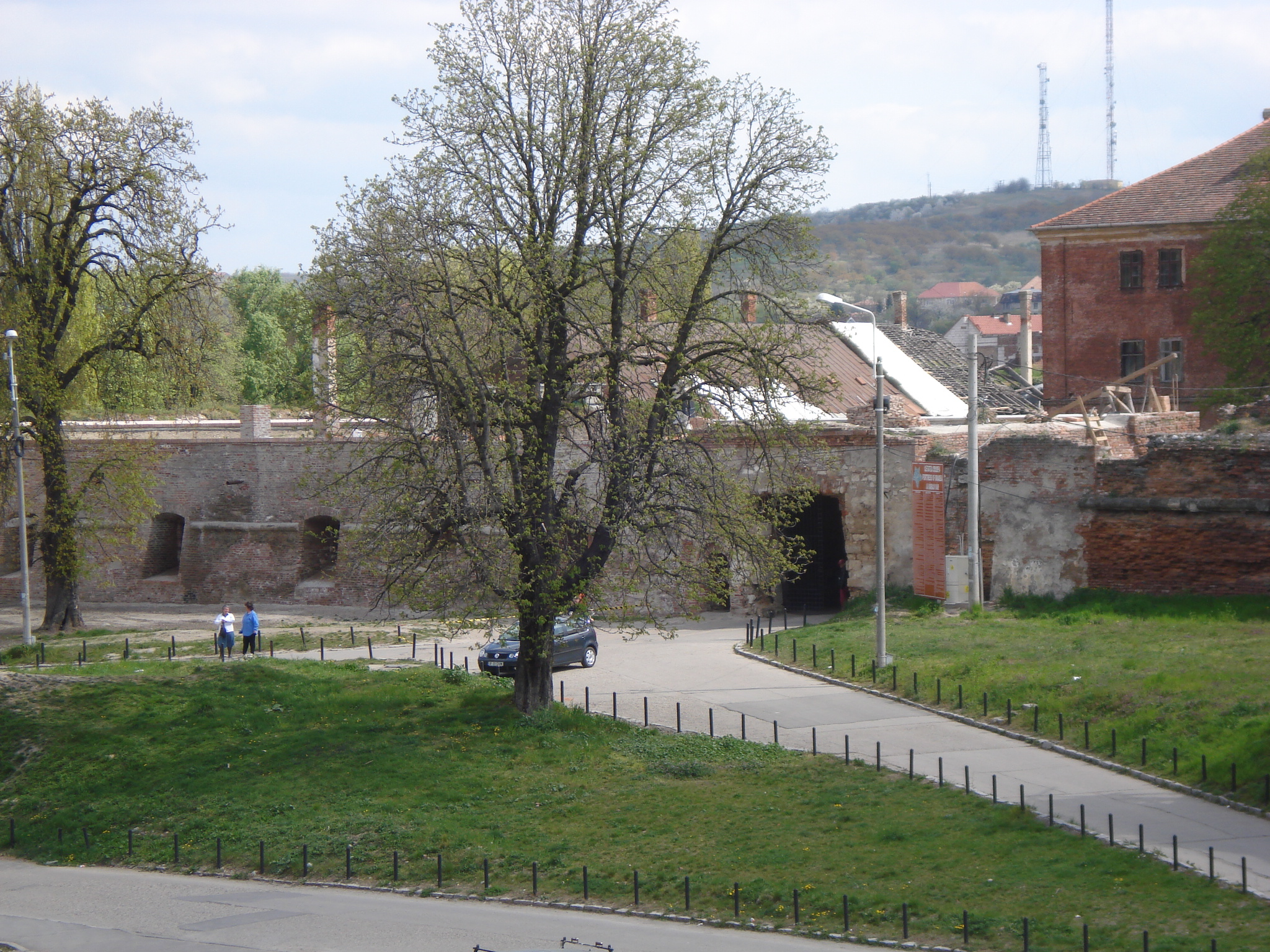
Cetatea Oradea
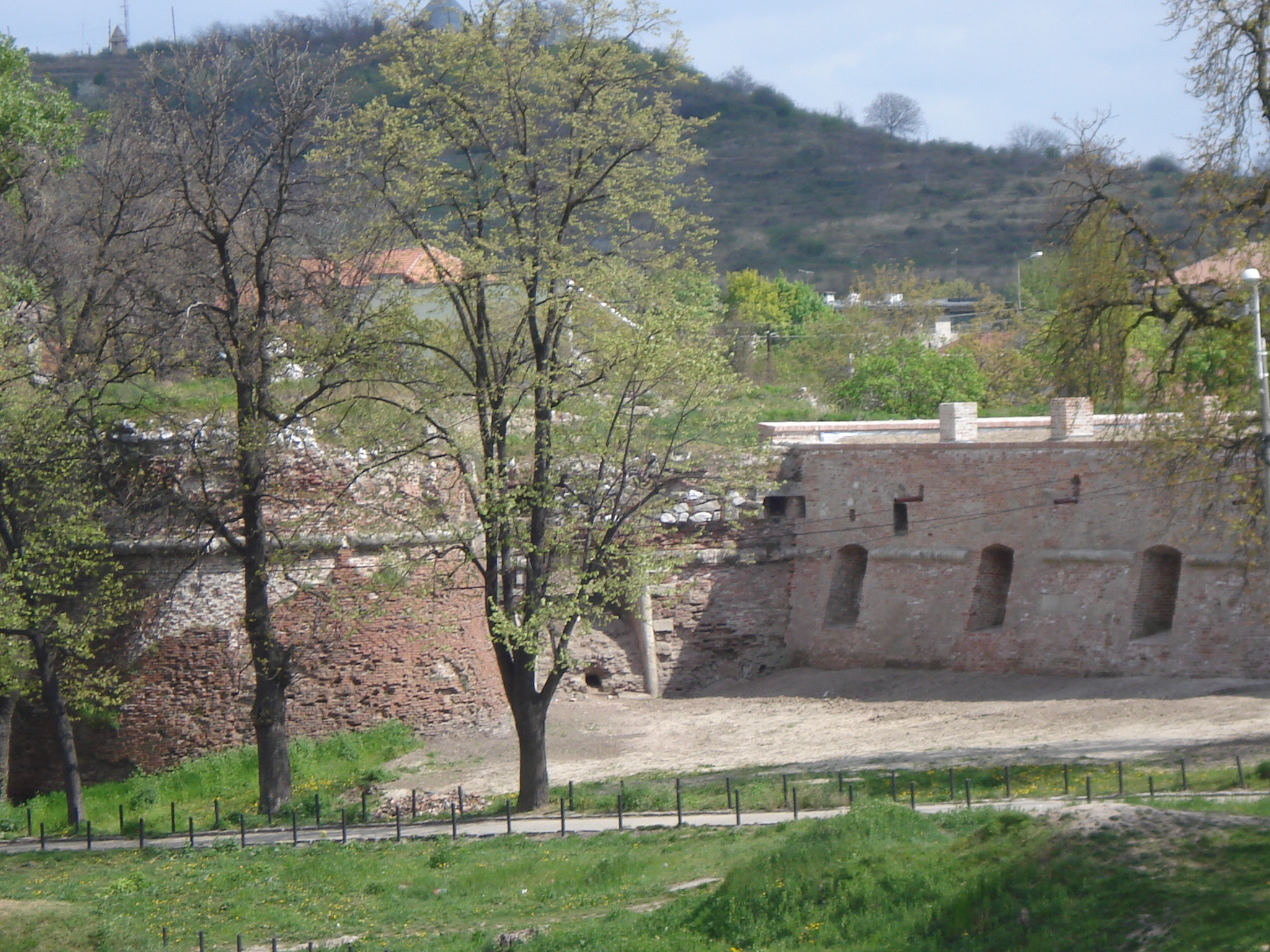
Cetatea Oradea
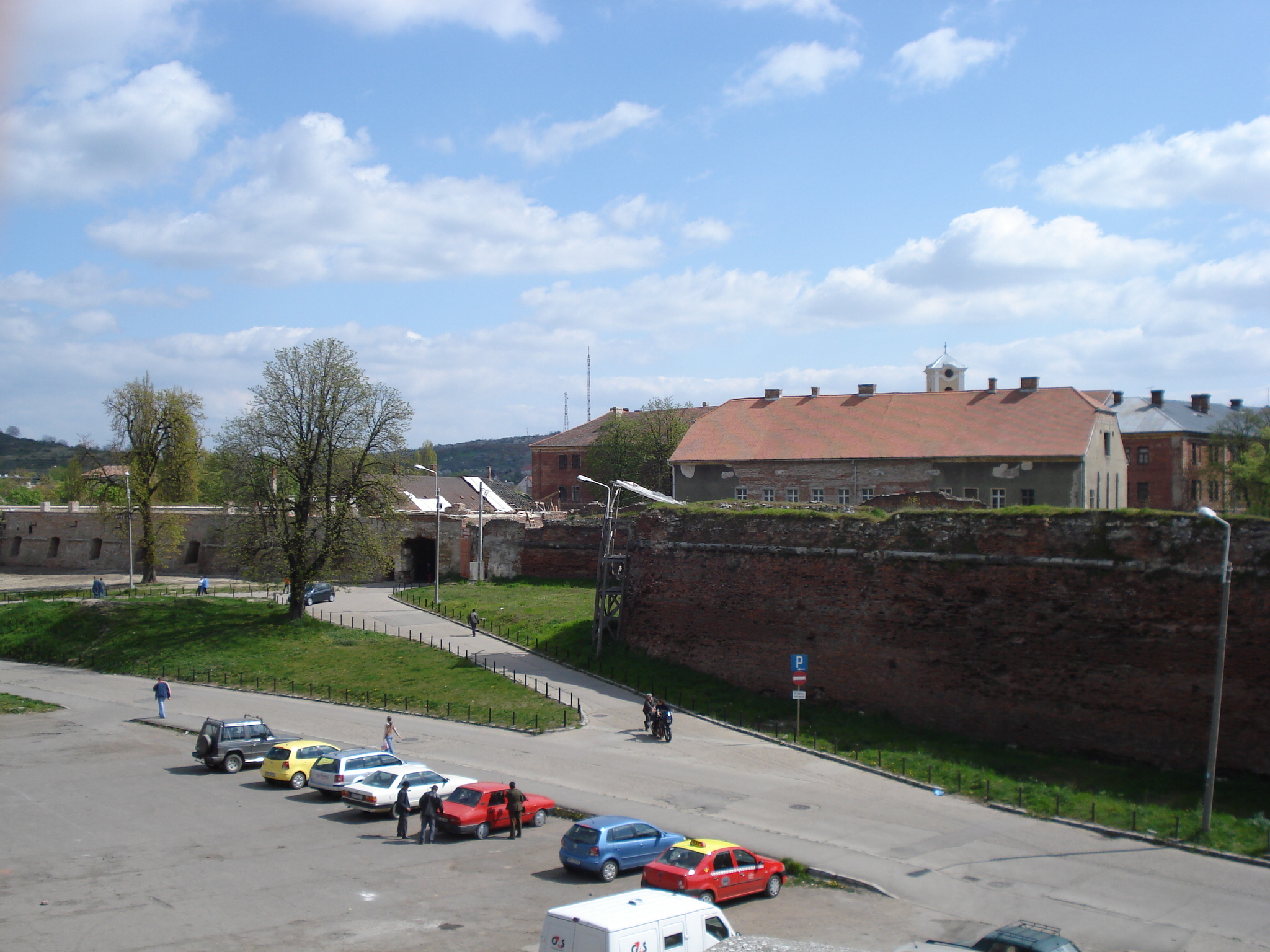
Cetatea Oradea